# فرانک جیمگو
فرانک جیمگو (فرانسوی: Lionnel Franck Djimgou‎؛ زادهٔ ۲۷ مارس ۱۹۸۹) بازیکن فوتبال اهل کامرون است.
از باشگاه‌هایی که در آن بازی کرده‌است می‌توان به باشگاه فوتبال رئال مادرید سی و باشگاه فوتبال خرز اشاره کرد.